# Los cuatro del Apocalipsis
Los cuatro del Apocalipsis es un atípico spaghetti western dirigido por el cineasta italiano Lucio Fulci, ya que está más orientado al dramatismo que a la acción propia del género. Sin embargo es una gran película, en donde la interpretación de los actores juega un papel fundamental.

## Argumento
La historia se centra en cuatro perdedores que son expulsados de un pueblo y emprenden juntos un viaje en busca de una vida mejor. Estos cuatro personajes son: un tahúr (Fabio Testi), una prostituta (Lynne Frederick), un alcohólico (Michael J. Pollard) y un antiguo esclavo convencido de que puede comunicarse con los espíritus de los muertos (Harry Baird). Para su desgracia, se toparán en su camino, ya en tierra de nadie, con un sádico bandido llamado Chaco (Tomás Milián) que prácticamente les hará perder la poca autoestima que les queda. Sin embargo, el viaje continuará para algunos de ellos, y en medio de la desolación de sus vidas todavía habrá lugar para la esperanza, personificada en el bebé que está esperando la única mujer del grupo.